# Unión Internacional de Ferrocarriles
La Unión Internacional de Ferrocarriles (UIF) conocida por las siglas UIC (del francés Union Internationale des Chemins de Fer), es la asociación mundial para la cooperación entre los principales actores del sector ferroviario internacional.
Fundada en 1922 con el objetivo de avanzar hacia la estandarización y la mejora de los sistemas de construcción y explotación de ferrocarriles interoperables, actualmente acoge en su seno a 201 miembros, entre ferrocarriles nacionales, operadoras, administradores de infraestructura, compañías de transporte público y otras.
En los últimos años la organización ha rediseñado sus objetivos y ha puesto especial énfasis en cuestiones como la liberalización y globalización del sector ferroviario mundial, o los nuevos retos que le plantea al ferrocarril su papel clave en un escenario de desarrollo sostenible y lucha contra el cambio climático. Su sede se halla en 16, rue Jean Rey, 75015 París, Francia.

## Objetivos
Según consta en sus estatutos, la UIC tiene como objetivos:
1. Asegurar la cooperación ferroviaria internacional a nivel mundial
2. Reforzar la competitividad y el desarrollo global del transporte ferroviario
3. Representar y promover los intereses del transporte ferroviario a nivel mundial
4. Fomentar las sinergias entre las distintas entidades globales para el desarrollo del transporte ferroviario

## Órganos
- Asamblea General
- Asambleas regionales

- África
- América del Norte
- América del Sur
- Asia
- Europa
- Oriente Medio

- Consejo ejecutivo
- Presidente y Vicepresidente
- Jefe ejecutivo y Subjefe ejecutivo
- Organismos de trabajo

- Foros
- Plataformas
- Grupos de trabajo
- Comités de dirección de los grupos de trabajo

- Grupos especiales
- Comité de presupuestos y auditoría

## Acceso y exclusión de los miembros
La admisión de un nuevo miembro en el seno de la UIC y su clasificación en una categoría determinada se decide ordinariamente por la Asamblea General. Pese a ello, la propia Asamblea puede ignorar los requisitos de atribución de categorías si considera que así garantiza el interés del sistema ferroviario. Por otro lado, las Asambleas Regionales o el Consejo Ejecutivo pueden conceder de manera provisional el estatus de miembro, siempre que esa condición sea refrendada más tarde por la Asamblea General.
La exclusión de un miembro de la UIC sólo puede ser decidida por la Asamblea General, a petición de una Asamblea Regional o del Consejo Ejecutivo, en atención a argumentos sólidos.

## Categorías
En el momento de su entrada en la UIC, los miembros pasan a formar parte de una sola de las siguientes tres categorías:
- Miembros activos. Compañías o entidades, públicas o privadas, que reúnan los siguientes requisitos:

- Ser operadores ferroviarios (de pasajeros, de cargas o ambos) con licencia válida con capacidad efectiva de tracción, o administradores de infraestructuras.
- Que su volumen de negocio estrictamente ferroviario exceda una cantidad fijada por el documento de regulación interna R1, aprobado por la Asamblea General.

- Miembros asociados. Compañías o entidades, públicas o privadas, que reúnan todos los requisitos para ser miembros activos, excepto el relativo al volumen de negocio estrictamente ferroviario.

- Miembros afiliados. Compañías o entidades, públicas o privadas -incluidos institutos y asociaciones- cuyas actividades ferroviarias tengan relación con servicios de transporte ferroviario urbano, suburbano o regional, o que ejecuten actividades relacionadas con el negocio ferroviario.

## Miembros españoles de la UIC
- Adif (miembro activo)
- Euskal Trenbide Sarea (miembro asociado)
- Ferrocarriles Españoles de Vía Estrecha (miembro asociado)
- Ferrocarriles de la Generalidad de Cataluña (miembro asociado)
- Renfe Operadora (miembro activo)
- Euskotren (miembro asociado)